# Danh sách cuộc biểu tình tại Hồng Kông đầu năm 2019
Đây là danh sách các cuộc biểu tình chống dự luật dẫn độ Hồng Kông 2019 từ tháng 3 đến tháng 6. Các cuộc biểu tình này được coi là giai đoạn đầu của phong trào, bắt đầu bằng các cuộc biểu tình đầu tiên sau khi công bố dự luật dẫn độ Hồng Kông năm 2019 vào ngày 29 tháng 3 và đến các cuộc biểu tình cuối cùng vào tháng 6 trước khi diễn ra vào ngày 1 tháng 7 hàng năm.

## Diễn biến: Tháng 3–Tháng 4

### Biểu tình ngày 15 tháng 3
Demosistō đã tổ chức một sự kiện phản đối ngồi tại Khu liên hợp chính quyền trung ương vào ngày 15 tháng 3, đó là cuộc biểu tình đầu tiên chống lại dự luật dẫn độ.

### Biểu tình ngày 31 tháng 3
Mặt trận Nhân dân về Nhân quyền (CHRF), một nền tảng cho 50 nhóm dân chủ, đã phát động cuộc biểu tình đầu tiên chống lại dự luật vào ngày 31 tháng 3, từ Sân chơi Southorn ở Loan Tể đến Khu phức hợp Chính phủ Trung ương ở Kim Chung. Claudia Mao, người thuộc của phe dân chủ, và Lâm Vinh Cơ, chủ sở hữu của Hiệu sách Vịnh Đồng La, người đã bị bắt cóc bởi các đặc vụ Trung Quốc vào năm 2015 đã dẫn đầu cuộc biểu tình. Các nhà hoạt động dân chủ cao cấp, như Hồng y Trần Nhật Quân, luật sư Martin Lý và Margaret Ngô, và chủ sở hữu Apple Daily, ông Jimmy Lê, cũng tham dự cuộc biểu tình. Các nhà tổ chức tuyên bố 12.000 người đã tham gia tuần hành, trong khi cảnh sát đưa ra con số cao nhất là 5.200.

### Tuần hành ngày 28 tháng 4

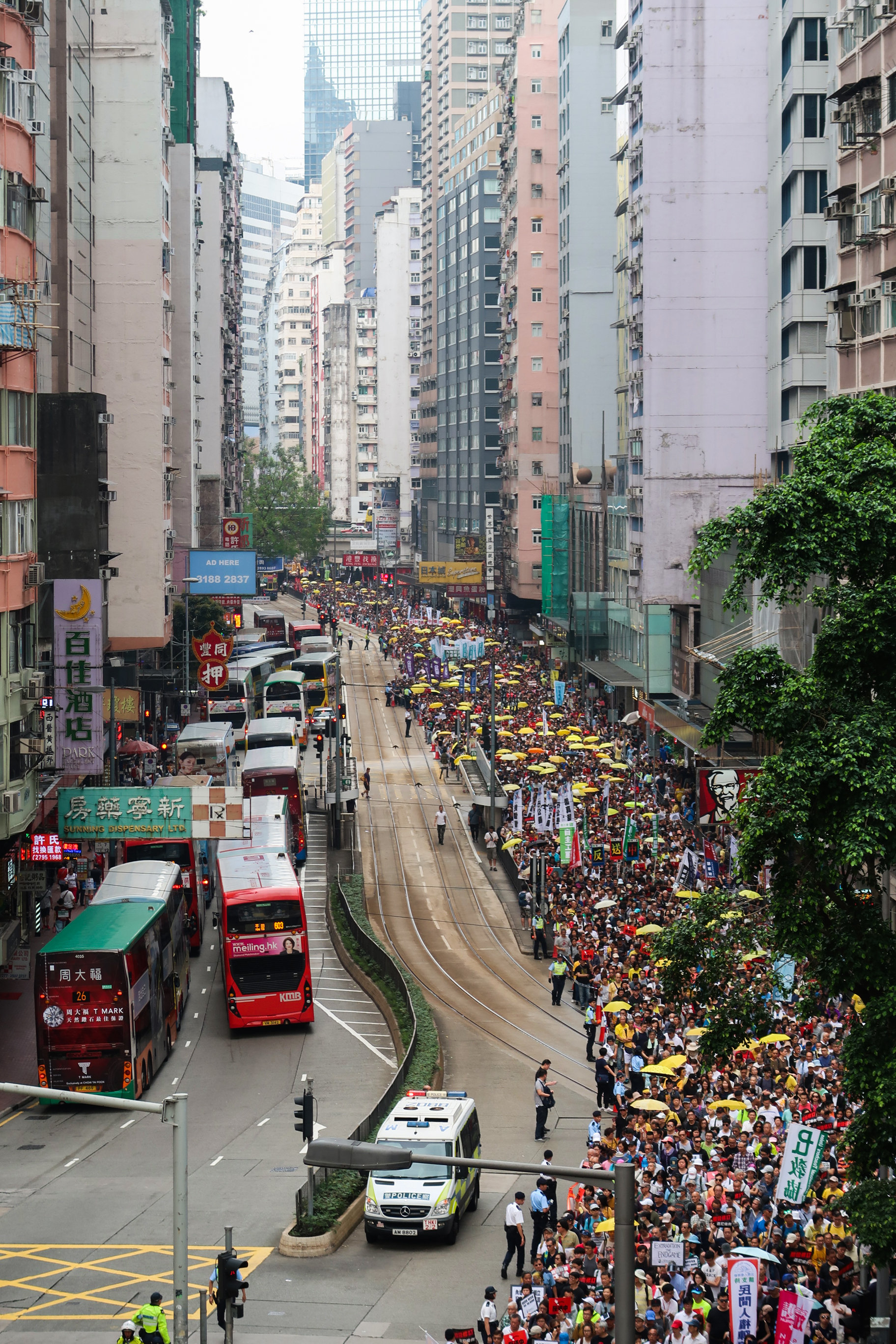
Hàng ngàn người biểu tình đã tuần hành tại Loan Tể chống lại luật dẫn độ đề xuất vào ngày 28 tháng 4 năm 2019.

Một cuộc tuần hành phản đối lần thứ hai chống lại dự luật dẫn độ bắt đầu tại Đường East Point, Vịnh Đồng La và hướng đến Hội đồng Lập pháp ở Kim Chung. Cuộc tuần hành kéo dài hơn 4 giờ. Trong khi cảnh sát ước tính 22.800 người biểu tình, ban tổ chức đã tuyên bố 130.000 người tham gia. Đó là con số lớn thứ hai kể từ ước tính 510.000 mà các nhà tổ chức tuyên bố đã tham gia cuộc biểu tình hàng năm vào ngày 1 tháng 7 năm 2014.
Ngày hôm sau, Đặc khu trưởng Lâm Trịnh Nguyệt Nga vẫn kiên quyết tuyên bố rằng dự luật sẽ được ban hành và cho biết các ủy viên hội đồng lập pháp phải thông qua luật dẫn độ mới trước khi nghỉ hè. Bà cho biết Chan Tong-kai, nghi phạm giết người, có thể ra tù vào tháng 10, do đó việc khẩn cấp thông qua dự luật dẫn độ. Mặc dù Chan nhận án tù vào ngày 29 tháng 4, Bộ trưởng An ninh John Lee dự đoán rằng Chan có thể được tự do rời khỏi Hồng Kông sớm vì hành vi tốt.

## Diễn biến: Tháng 6

### Tuần hành trong im lặng của các luật sư ngày 6 tháng 6

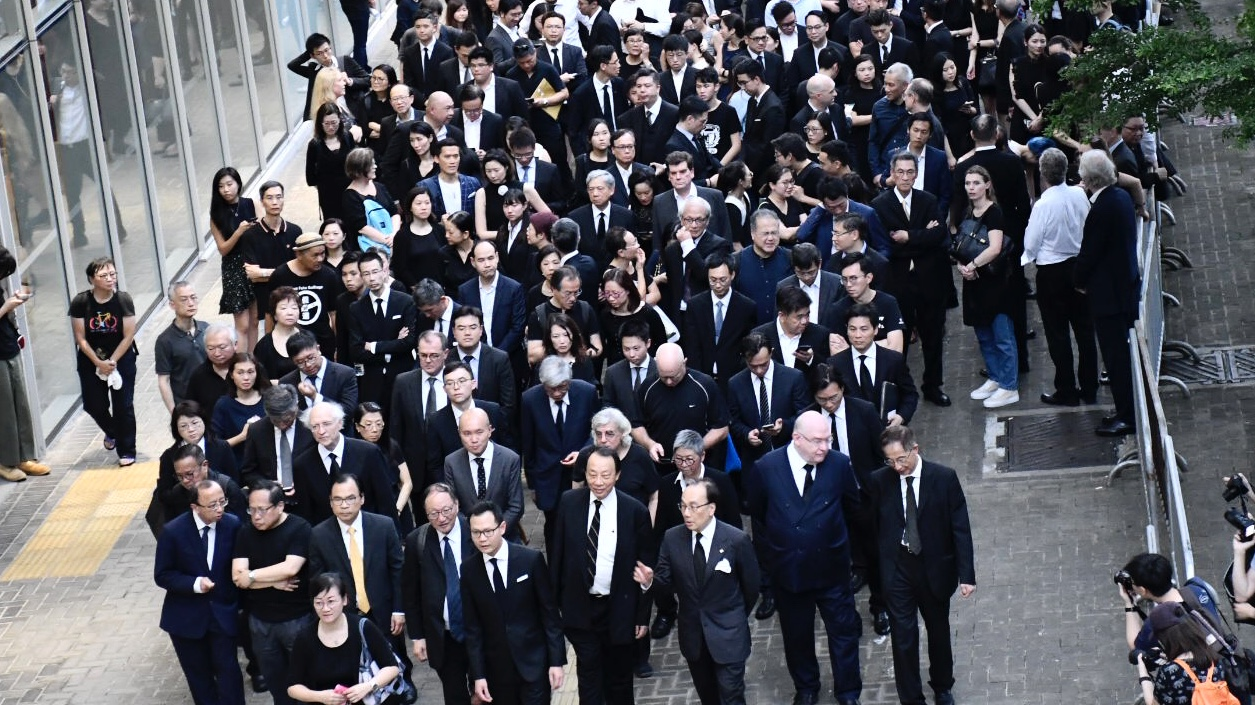
Hàng nghìn luật sư đã tuần hành trong đồ màu đen chống lại dự luật dẫn độ vào ngày 6 tháng 6 năm 2019.

Các chuyên gia pháp lý lo ngại về dự luật dẫn độ cũng đã tổ chức một cuộc tuần hành thầm lặng vào ngày 6 tháng 6. Trong trang phục đen, luật sư, học giả pháp lý và sinh viên luật diễu hành từ Tòa phúc thẩm cuối cùng đến Văn phòng Chính phủ Trung ương. Dennis Quách, Ủy viên Hội đồng Lập pháp cho khu vực bầu cử hợp pháp và Martin Lý và Denis Trương, hai cựu chủ tịch Hiệp hội Luật sư Hồng Kông, đã dẫn đầu cuộc tuần hành. Nhóm luật sư đứng im lặng trước trụ sở chính phủ trong ba phút. Kwok nói, "Chúng tôi sẽ không cúi đầu [trước chính phủ]". Hơn 3.000 luật sư, đại diện cho khoảng một phần tư các chuyên gia pháp lý của thành phố, đã tham dự cuộc tuần hành - cuộc tuần hành phản đối thứ năm và lớn nhất được tổ chức bởi các luật sư ở Hồng Kông kể từ năm 1997.
Trong khi các luật sư phản đối bày tỏ sự dè dặt về sự cởi mở và công bằng của hệ thống tư pháp ở Trung Quốc, Bộ trưởng Lee trước đây đã nói rằng ngành pháp lý không thực sự hiểu dự luật và một số người đã không đọc dự luật trước khi phản đối.

### Biểu tình ngày 9 tháng 6

#### Cuộc biểu tình ban ngày

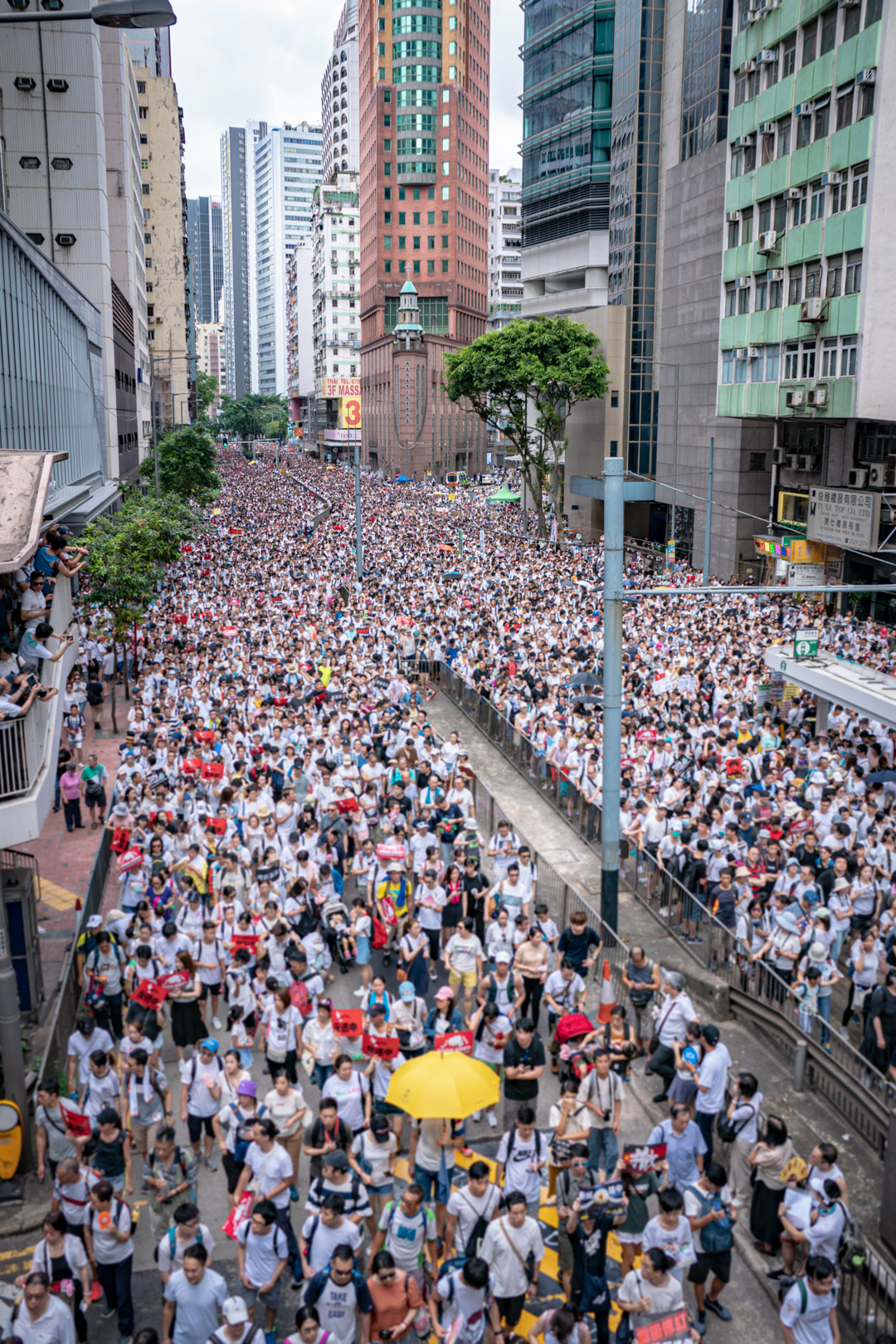
Cuộc biểu tình rầm rộ vào ngày 9 tháng 6: ban tổ chức ước tính 1 triệu người tham gia; Cảnh sát cho biết 270.000 lúc cao điểm.

Trước khi chính phủ lập lại dự luật dẫn độ lần thứ hai trong Hội đồng Lập pháp vào ngày 12 tháng 6, CHRF đã kêu gọi người dân Hồng Kông tuần hành chống lại dự luật vào ngày 9 tháng 6 qua một loạt tuyến đường dài khoảng 3 km từ Công viên Victoria đến Hội đồng Lập pháp ở Kim Chung.
Cảnh sát đã ra lệnh cho MTR bỏ qua các trạm Loan Tể, Vịnh Đồng La và Thiên Hậu trong vài giờ. Người biểu tình đã rời khỏi Fortress Hill (Bào Đài Sơn) để tham gia cuộc biểu tình. Cảnh sát kêu gọi người biểu tình bắt đầu trước 3 giờ chiều để giảm quá tải; Cảnh sát đã buộc phải mở tất cả các làn đường trên đường Hennessy, điều mà các cuộc biểu tình trước đó chưa thực hiện. Một số lượng đáng kể người biểu tình vẫn rời khỏi Công viên Victoria đến bốn tiếng sau thời gian bắt đầu và tiếp tục đến 10 giờ tối.
Các báo cáo cho rằng nó có thể là cuộc biểu tình lớn nhất từ trước đến nay và chắc chắn là cuộc biểu tình lớn nhất kể từ khi bàn giao năm 1997, vượt qua cả các cuộc biểu tình rầm rộ để ủng hộ các cuộc biểu tình ở Thiên An Môn năm 1989 và cuộc biểu tình ngày 1 tháng 7 năm 2003. Các cuộc biểu tình khác nhau diễn ra ở Hồng Kông bởi công chúng và các cộng đồng pháp lý nói chung. Trong số này, cuộc biểu tình ngày 9 tháng 6 do Mặt trận Nhân dân về Nhân quyền tổ chức, mà tổ chức ước tính có sự tham gia của 1,03 triệu người, đã đạt được sự phủ sóng rộng rãi trên phương tiện truyền thông đại chúng, trong khi cảnh sát ước tính ở mức cao nhất là 240.000.

#### Cuộc đụng độ vào ban đêm
Hàng trăm người biểu tình đã cắm trại trước trụ sở chính phủ vào ban đêm, với sự tham gia nhiều hơn để đáp lại lời kêu gọi từ Demosistō và các nhà hoạt động ủng hộ độc lập. Cảnh sát đã thành lập một chuỗi người để ngăn người biểu tình đi vào đường Harcourt, con đường chính bên cạnh trụ sở chính phủ, trong khi Biệt đội chiến thuật đặc biệt (STS) ở chế độ chờ. Mặc dù CHRF đã chính thức kêu gọi chấm dứt cuộc tuần hành vào lúc 10 giờ tối, khoảng 100 người biểu tình vẫn ở Quảng trường Thành phố.

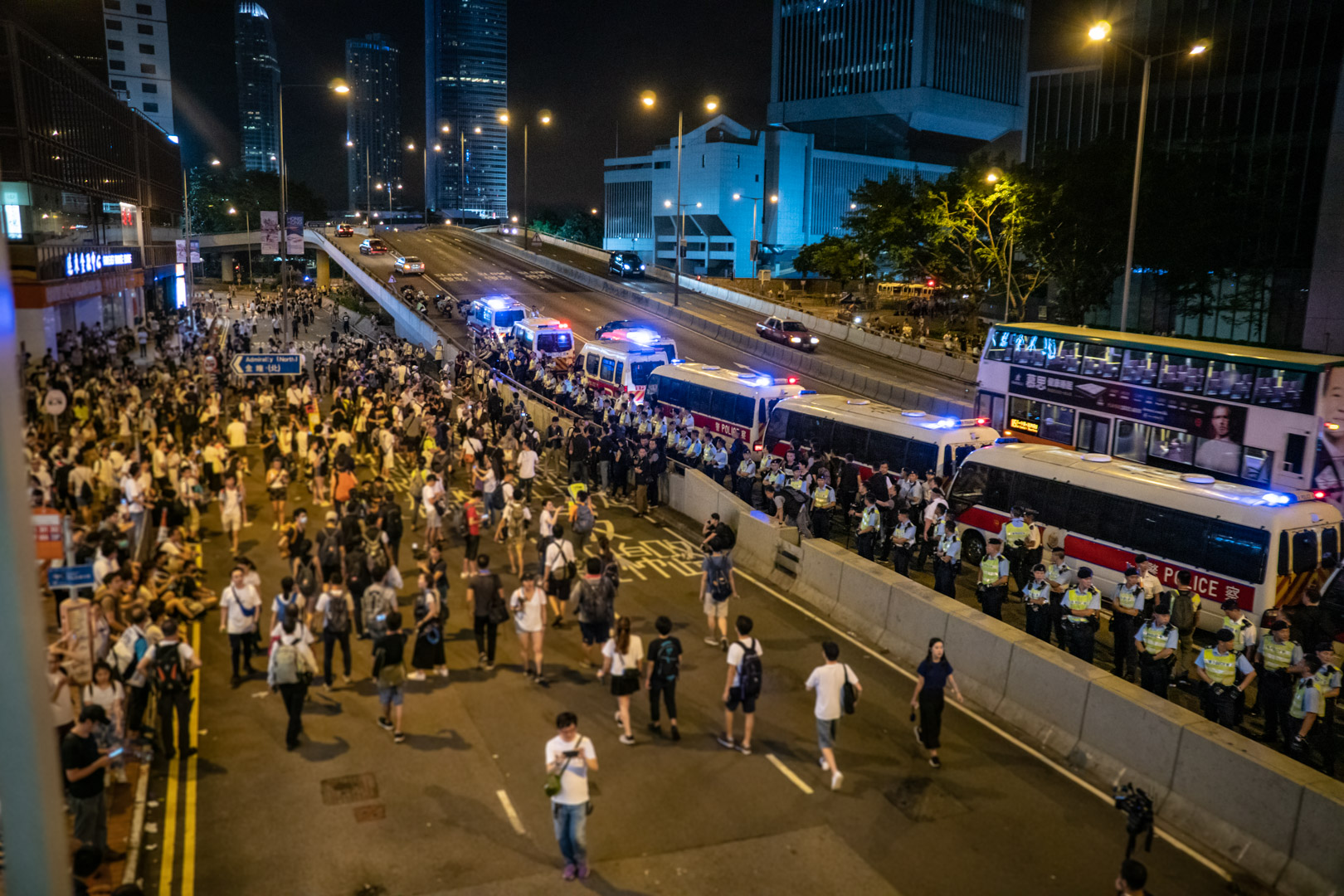
Người biểu tình trên đường Harcourt vào ban đêm, với cảnh sát ở chế độ chờ trực chiến. Ngày 9 tháng 6 năm 2019

Vào lúc 11 giờ tối, chính phủ đã ra một thông cáo báo chí, nói rằng "thừa nhận và tôn trọng rằng mọi người có quan điểm khác nhau về một loạt các vấn đề", nhưng nhấn mạnh cuộc tranh luận lập lại dự luật dẫn độ lần thứ hai sẽ tiếp tục vào ngày 12 tháng 6. Đáp lại, một số thành viên của Demosistō đã tổ chức một cuộc đối thoại bên ngoài Khu liên hợp Hội đồng Lập pháp yêu cầu đối thoại với bà Lâm, trong khi các nhóm ủng hộ độc lập Sinh viên Chủ nghĩa địa phương và Hội Liên hiệp Sinh viên, kêu gọi hành động phản kháng leo thang nếu chính phủ không rút lại dự luật.
Khoảng nửa đêm, căng thẳng leo thang và các cuộc đụng độ đã nổ ra giữa những người biểu tình và sĩ quan tại Khu liên hợp Hội đồng Lập pháp. Người biểu tình đã ném chai lọ và rào chắn kim loại vào cảnh sát và đẩy hàng rào chắn trong khi các sĩ quan đáp trả bằng bình xịt hơi cay. Cảnh sát chống bạo động đẩy lùi đám đông và bảo vệ khu vực, trong khi cảnh sát trên đường Harcourt cũng đẩy người biểu tình trở lại vỉa hè. Các cuộc đụng độ đã chuyển sang đường Long Hòa khi nhiều người biểu tình tụ tập và tự rào chắn khỏi các sĩ quan. Hàng trăm người biểu tình đã bị các sĩ quan dồn về phía đường Long King ở Loan Tể vào khoảng 2 giờ sáng và sau đó vào đường Gloucester.
Tờ South China Morning Post mô tả cuộc biểu tình ban đêm tương tự như "các cuộc đụng độ lớn hơn trong các cuộc biểu tình chiếm đóng năm 2014". Số lượng người biểu tình giảm dần kể từ khoảng 3 giờ sáng. 19 người biểu tình đã bị bắt; phần lớn trong số họ trẻ hơn 25.
Sáng hôm sau, bà Lâm từ chối rút dự luật nhưng thừa nhận rằng cuộc biểu tình lớn cho thấy "rõ ràng vẫn còn lo ngại" về dự luật. Bị ép về việc liệu bà sẽ từ chức, bà khẳng định điều quan trọng là phải có một đội ngũ điều hành ổn định "khi nền kinh tế của chúng ta sẽ trải qua một số thách thức rất nghiêm trọng vì những bất ổn bên ngoài."

### 12 tháng 6: Đình công và bao vây LegCo

#### Giai đoạn đầu

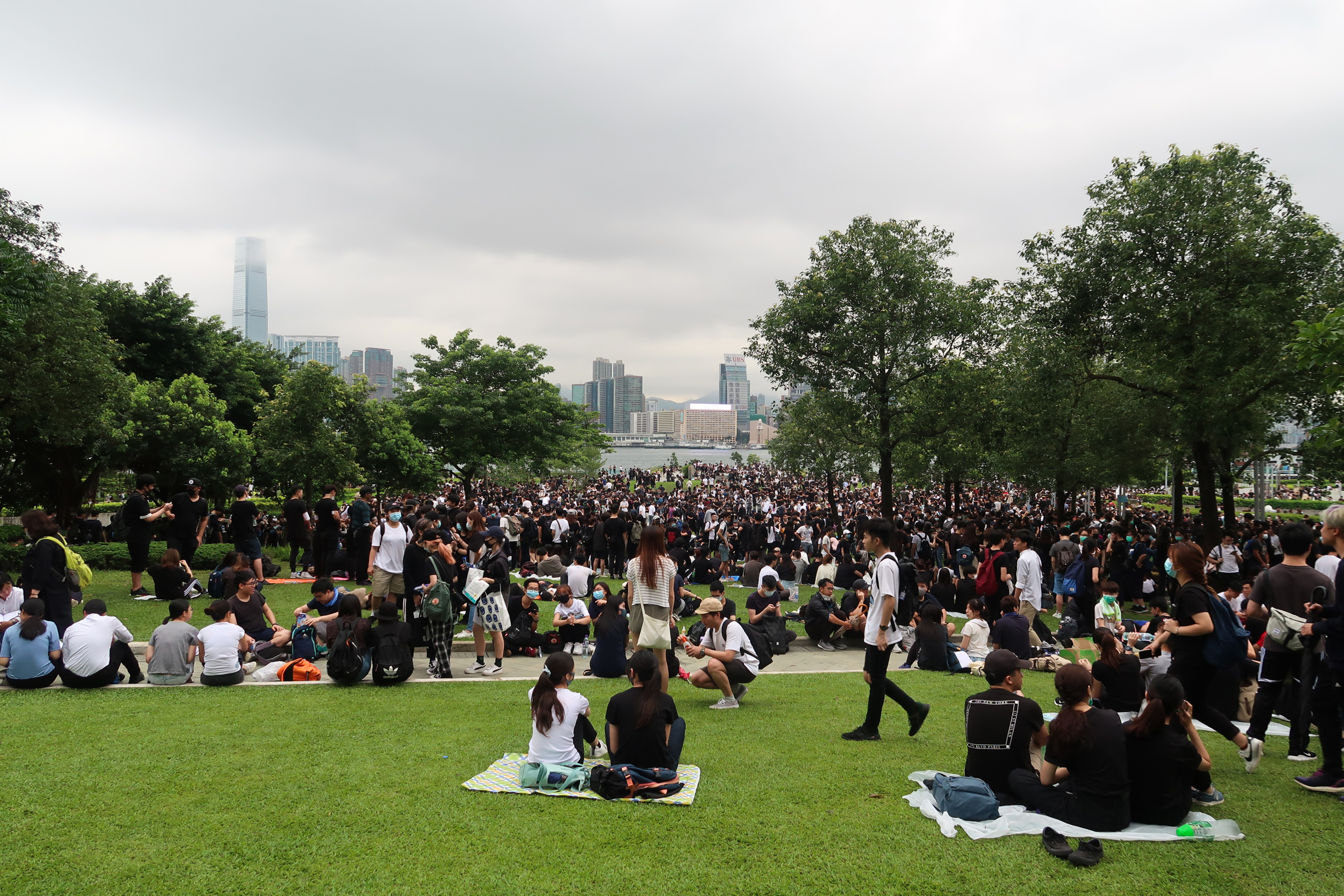
Các nhóm trực tuyến kêu gọi mọi người "dã ngoại" vào sáng ngày 12 tháng 6 tại Công viên Tamar.

Một cuộc tổng đình công đã được kêu gọi vào ngày 12 tháng 6, ngày nối lại kế hoạch thực hiện dự luật lần hai. Liên đoàn Công đoàn Hồng Kông (HKCTU) đã kêu gọi công nhân tham gia cuộc biểu tình; hàng trăm doanh nghiệp đóng cửa trong ngày và nhiều công nhân đã đình công. Liên đoàn phi hành đoàn Cabin Hồng Kông cũng đưa ra cuộc đình công. HSBC, Standard Chartered và Ngân hàng Đông Á đã đóng cửa một số chi nhánh trung ương; một số ngân hàng và công ty kế toán Big Four đã đồng ý sắp xếp công việc linh hoạt cho nhân viên; Câu lạc bộ đua ngựa Hồng Kông đã đóng cửa ba chi nhánh cá cược của mình với lý do an toàn cho nhân viên. Hội liên hiệp giáo viên chuyên nghiệp Hồng Kông (HKPTU) kêu gọi các thành viên của mình tham dự một cuộc biểu tình phản đối sau giờ học vào ngày hôm đó. Công đoàn sinh viên của hầu hết các tổ chức giáo dục đại học lớn cũng đã kêu gọi đình công sinh viên vào ngày 12 tháng 6; 50 nhóm phúc lợi xã hội và tôn giáo cũng tham gia cuộc đình công. Giáo phận Công giáo Hồng Kông kêu gọi chính phủ và công chúng Hồng Kông thể hiện sự kiềm chế, và chính quyền "không vội vàng sửa đổi dự luật dẫn độ trước khi đáp ứng đầy đủ các mối quan tâm của ngành pháp lý và công chúng."
Một bài đăng trên Facebook kêu gọi mọi người "tận hưởng một buổi dã ngoại" tại Công viên Tamar vào ngày 11 tháng 6 đã thu hút 2.000 người. Dự đoán cuộc biểu tình vào ngày hôm sau, lực lượng cảnh sát đã thắt chặt an ninh.
Một cuộc gọi khác đến "dã ngoại" tại Công viên Tamar vào ngày 12 tháng 6 đã thu hút gần 10.000 phản hồi. Ủy ban Hội đồng Lập pháp đã ban hành một cảnh báo an ninh. Khu vực biểu tình bên ngoài tòa nhà đã bị đóng cửa và việc tiếp cận khu phức hợp bị hạn chế. Khoảng 8 giờ sáng, đám đông ùa vào đường Harcourt, cản trở giao thông. Đường Long Hòa và các đường phố xung quanh cũng bị người biểu tình chặn lại trong một cảnh gợi nhớ đến cuộc biểu tình chiếm đóng năm 2014. Một biểu ngữ với "Đa số kêu gọi Lâm Trịnh Nguyệt Nga từ chức" và "Rút lại dự luật dẫn độ, bảo vệ Một quốc gia, Hai chế độ" được viết trên đó được treo từ chân cầu của Trung tâm Kim Chung. Khoảng 11 giờ sáng, Ban thư ký Hội đồng Lập pháp tuyên bố rằng cuộc tranh luận thứ hai về dự luật dẫn độ đã bị hoãn vô thời hạn.

#### Cuộc đụng độ bạo lực
Xe cảnh sát chở cảnh sát chống bạo động bắt đầu xếp hàng liền kề với Học viện Nghệ thuật Trình diễn Hồng Kông và Trung tâm Triển lãm và Hội nghị Hồng Kông ở chế độ trực chờ khoảng 1 giờ chiều. Một nguồn tin trong phe thân Bắc Kinh nói rằng một số nhà lập pháp của Đảng Cộng sản đang ở Trụ sở Khu cảnh sát trung tâm, trong khi các nhóm trực tuyến kêu gọi người biểu tình chặn các phương tiện có thể được sử dụng để vận chuyển các nhà lập pháp đến Hội đồng Lập pháp.
Khoảng 3:20 chiều, những người biểu tình trên Đại lộ Thiêm Hoa bắt đầu đột kích vào các hàng rào cảnh sát và bị dội lại bằng bình xịt hơi cay. Một số người biểu tình ở ngã ba đường Long Hòa và Đại lộ Thiêm Hoa đã phá vỡ các chướng ngại vật và chiếm lấy Đại lộ Thiêm Hoa sau khi cảnh sát chống bạo động bước vào trụ sở chính phủ để lại một Đơn vị Chiến thuật Đặc biệt để bảo vệ. Người biểu tình cũng đã cố gắng xông vào tòa nhà Hội đồng Lập pháp. Cảnh sát chống bạo động đã giải tán những người biểu tình bằng cách bắn hơi cay, đạn túi đậu và đạn cao su.
Có một cuộc tranh cãi trên đường Harcourt giữa người biểu tình và cảnh sát. Nhiều người biểu tình đã trú ẩn trong các tòa nhà gần đó khi nhiều hơi cay được bắn ra. Tính đến 6 giờ chiều, 22 người bị thương đã được đưa đến bệnh viện công. Vào khoảng 6:20 tối, Ban thư ký Hội đồng Lập pháp đã ban hành thông tư cho biết Chủ tịch Hội đồng Lập pháp Andrew Lương đã triệu tập cuộc họp. Người biểu tình vẫn ở trên các đường phố bên ngoài Tháp AIA ở Trung tâm, Đường cao tốc bên ngoài trung tâm mua sắm Pacific Place và tại ngã ba đường Arsenal và đường Hennessy ở Loan Tể vào ban đêm. Ở khu trung tâm, những chiếc xe tư nhân đã được sử dụng để chặn đường Connaught trong khi những người biểu tình hô khẩu hiệu từ cầu Exchange Square. Số lượng người biểu tình giảm dần sau nửa đêm khi các con đường dần dần mở cửa trở lại. Đến cuối ngày, ít nhất 79 người biểu tình và cảnh sát đã được điều trị trong bệnh viện; khoảng 150 hộp hơi cay, "vài" vòng đạn cao su, và 20 phát đạn túi đậu đã được sử dụng.
Ủy viên cảnh sát Stephen Lô tuyên bố vụ đụng độ là "bạo loạn" và lên án hành vi của người biểu tình. Nói bằng tiếng Quảng Đông, Lô đã sử dụng thuật ngữ "gây rối", nhưng một phát ngôn viên cảnh sát sau đó đã làm rõ hàm ý anh ta có nghĩa là "bạo loạn". Đặc khu trưởng Hồng Kông Lâm Trịnh Nguyệt Nga ủng hộ Lô, nói rằng "những hành động nguy hiểm và đe dọa đến tính mạng" của người biểu tình đã biến thành một "cuộc bạo loạn trắng trợn, có tổ chức".
Qua đêm, 2.000 người biểu tình từ các nhóm tôn giáo đã tổ chức một buổi cầu nguyện bên ngoài trụ sở chính phủ, hát thánh ca và cầu nguyện. Các công đoàn, doanh nghiệp và trường học khác nhau cũng tuyên bố sẽ biểu tình. Hội liên hiệp giáo viên chuyên nghiệp Hồng Kông kêu gọi đình công toàn thành phố kéo dài một tuần. Ít nhất 4.000 giáo viên Hồng Kông đã tham gia.

### Cuộc bao vây tòa tháp CITIC

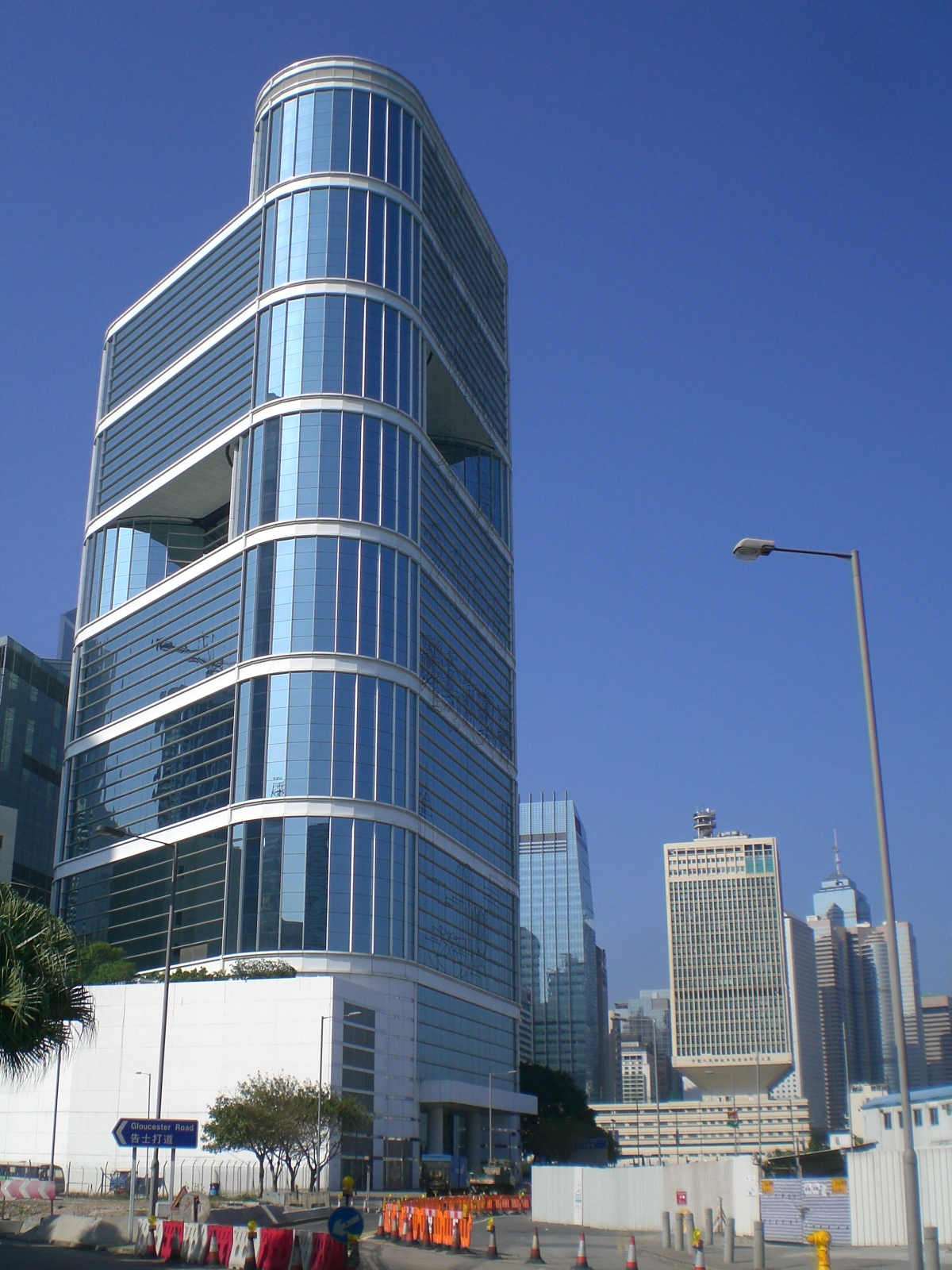
Tháp CITIC nhìn từ đường Long Hòa.

Theo CHRF, cảnh sát trước đó đã đồng ý biểu tình trong ôn hòa trong khu vực bên ngoài tháp CITIC trong lá thư yêu cầu. Tuy nhiên, vòi rồng đã được cảnh sát sử dụng, vì một số lời chỉ trích. Video mô tả cảnh sát bắn hơi cay vào hai bên đường Long Hội vào khoảng 4 giờ chiều vì trong một phong trào gọng kìm gần tháp Citic đã lan truyền trên phương tiện truyền thông xã hội Hồng Kông. Những người đang cố gắng đẩy vào tòa nhà để chạy trốn thì thấy cửa bị khóa và bị cảnh sát dồn vào chân tường.
Khi mọi người đi qua cánh cửa xoay trung tâm bị kẹt và một cánh cửa nhỏ, cảnh sát đã bắn thêm hai hộp hơi cay vào đám đông bị mắc kẹt trong cơn hoảng loạn. Người biểu tình đã cố gắng phá vỡ một cánh cửa bị khóa khác trong tuyệt vọng để đạt được mục tiêu. Tổ chức Ân xá Quốc tế cũng chỉ trích việc sử dụng hơi cay chống lại đám đông bị mắc kẹt.

#### Cảnh sát bị cáo buộc tàn bạo
Nhiều video về hành động của cảnh sát về sự hung hăng xuất hiện trên mạng: một cho thấy các can khí hơi cay bị bắn vào những người biểu tình ôn hòa và không vũ trang, tình nguyện sơ cứu và thậm chí cả các phóng viên. Một video cho thấy một người biểu tình dường như bị một viên cảnh sát bắn vào mặt; một cảnh sát khác cho thấy cảnh sát bắn nhiều phát hơi cay vào hàng trăm người biểu tình bị mắc kẹt bên ngoài Tháp CITIC. Một bài tiểu luận video của tờ The New York Times cho thấy hơi cay được triển khai như một "vũ khí tấn công" và trong một số trường hợp, những người biểu tình không vũ trang đã bị các chỉ huy cảnh sát đánh đập và kéo lê. Vào ngày 21 tháng 6, Tổ chức Ân xá Quốc tế đã công bố một báo cáo kiểm tra các chiến thuật kiểm soát bởi đội ngũ chuyên gia kiểm tra các cảnh quay của 14 sự cố. Video cho thấy sử dụng bất hợp pháp dùi cui và đạn cao su, sử dụng không đúng cách các tác nhân kiểm soát bạo loạn, thiếu đặc điểm nhận dạng cảnh sát rõ ràng và hạn chế đối với các nhà báo và y tế. Tổ chức Ân xá kết luận rằng việc cảnh sát sử dụng vũ lực chống lại cuộc biểu tình ôn hòa là không cần thiết và quá mức và cảnh sát đã "vi phạm luật pháp và tiêu chuẩn nhân quyền quốc tế."
Người biểu tình phàn nàn về việc thiếu số nhận dạng trên đồng phục của Đội chiến thuật đặc biệt (STS), người bị buộc tội vì sự tàn bạo của cảnh sát. Trong các cuộc biểu tình chiếm đóng 2014, cuộc bất ổn dân sự Mong Kok năm 2016 và cuộc đụng độ ngày 9 tháng 6, đồng phục cảnh sát luôn hiển thị số. Các con số dường như đã biến mất kể từ ngày 12 tháng 6, khi các nhân viên cảnh sát bắt đầu mặc đồng phục được thiết kế mới mà không có số. Trong khi đó, một phát ngôn viên của cảnh sát phàn nàn rằng thông tin cá nhân của hơn 400 sĩ quan và khoảng 100 thành viên gia đình của họ đã được đăng lên mạng. Các nhà hoạt động cũng đã nhắm vào các sĩ quan cao cấp trong lực lượng là người Anh, đặt câu hỏi về những gì còn sót lại của việc bạo lực thuộc địa.
Các cơ quan hàng đầu của Liên Hợp Quốc đã lên án hành động của cảnh sát. Người phát ngôn của Cao ủy Nhân quyền Liên Hợp Quốc Michelle Bachelet nói rằng bà lo ngại về "sự leo thang bạo lực" ở Hồng Kông và Rupert Colville cho biết Văn phòng Nhân quyền Liên Hợp Quốc cũng đã xem xét bằng chứng đáng tin cậy cho thấy cảnh sát đang sử dụng "vũ khí ít gây chết người bằng những cách bị cấm theo chuẩn mực quốc tế". Bà Lâm Trịnh Nguyệt Nga và Stephen Lô liên tục trả lời các câu hỏi về bạo lực của cảnh sát và từ chối yêu cầu của người biểu tình đối với việc điều tra độc lập về vụ 12 Tháng Sáu, chỉ trả lời rằng Văn phòng Khiếu nại Phòng Cảnh sát (CAPO) và Hội đồng Khiếu nại Cảnh sát Độc lập (IPCC) - cả hai đều là các tổ chức nội bộ - sẽ xem xét các khiếu nại.
- Tấn công nhà báo

Hiệp hội Nhà báo Hồng Kông (HKJA) cáo buộc cảnh sát "giẫm đạp lên phóng viên" và phớt lờ sự an toàn của họ. Họ phàn nàn rằng cảnh sát đã can thiệp một cách vô lý vào việc thu thập tin tức bằng cách chiếu đèn pin trực tiếp vào họ để giải tán họ. HKJA cũng cho biết các thành viên phàn nàn rằng một số sĩ quan cảnh sát đã chửi mắng và lạm dụng bằng lời nói, bao gồm cả việc sử dụng từ thô tục tại Trung tâm báo chí. Một video trực tuyến khác cho thấy cảnh sát chống bạo động bắn đạn hơi cay trực tiếp vào một nhà báo. HKJA đã đệ đơn khiếu nại lên Hội đồng Khiếu nại Cảnh sát Độc lập (IPCC) tuyên bố cảnh sát đã gây tổn hại cơ thể cho 26 nhà báo trong các cuộc biểu tình. Cuộc họp báo của cảnh sát vào ngày 13 tháng 6 có sự tham gia của các phóng viên mặc áo khoác, mũ bảo hiểm và mặt nạ phòng độc.

#### Bắt giữ tại bệnh viện
Ít nhất bốn người biểu tình đã bị bắt tại các bệnh viện trong khi được điều trị sau các vụ đụng độ vào đầu ngày hôm đó. Cảnh sát trưởng thừa nhận rằng các sĩ quan đã truy cập hồ sơ y tế, gây lo ngại về bảo mật thông tin của bệnh nhân. Vào ngày 17 tháng 6, Ủy viên Hội đồng Lập pháp của khu vực bầu cử y tế Pierre Trần đã trình bày một danh sách một phần tiết lộ thông tin của 76 bệnh nhân đã được điều trị tại phòng cấp cứu của bệnh viện công vào ngày 12 và 13 tháng 6, cùng với một ghi chú ghi "cho cảnh sát "được viết ở góc trên bên trái của tài liệu. Ông Trần cho biết một danh sách như vậy có thể được lấy thông qua hệ thống dữ liệu lâm sàng ở một số bệnh viện mà không cần mật khẩu và cáo buộc Cơ quan Bệnh viện Hồng Kông (HKHA) đã gây rò rỉ dữ liệu của bệnh nhân cho cảnh sát. Nhấn mạnh rằng nó chưa bao giờ cho phép bất cứ ai in dữ liệu của bệnh nhân cho cảnh sát.
Bệnh viện Cơ Đốc Phục Lâm Hồng Kông ở Thuyên Loan cũng thông báo từ chối điều trị cho một người biểu tình bị thương và khuyên người này đến bệnh viện Nhân Tế trước khi báo cáo với cảnh sát. Bệnh viện tư nhân nói với truyền thông rằng giao thức của họ cấm nó xử lý các trường hợp liên quan đến "hoạt động tội phạm", thêm rằng các bệnh nhân liên quan đến các trường hợp đó được chuyển đến một bệnh viện công.
Căng thẳng gia tăng giữa ngành y và lực lượng cảnh sát với cả hai bên bị buộc tội quấy rối và lạm dụng bằng lời nói. Lực lượng cảnh sát sau đó đã rút khỏi các vị trí tại Bệnh viện Nữ hoàng Elizabeth và Bệnh viện Nhân Tế.

### Ngày 14 tháng 6: Những người mẹ biểu tình ngồi
Sau một cuộc phỏng vấn của bà Lâm trên TVB vào sáng ngày 12 tháng 6, bà than thở rằng là một người mẹ, bà sẽ không tha thứ cho những cuộc biểu tình bạo lực của con mình, còn một nhóm nữ luật sư và học giả từ Đại học Trung Quốc đã đưa ra một kiến nghị trực tuyến nói rằng "người dân Hồng Kông không phải là con của bạn" và khuyên nhủ bà ấy đã tấn công con họ bằng hơi cay, đạn cao su hoặc bom túi." Khoảng 6.000 người đã tham gia trong ba giờ ngồi tại Vườn Chater ở Trung tâm vào tối ngày 14 tháng 6. Những người biểu tình mặc đồ đen và cầm hoa cẩm chướng, kêu gọi Lâm Trịnh Nguyệt Nga từ chức và để chính phủ rút lại dự luật. Họ cũng giương cao những tấm bảng lên án sự tàn bạo của cảnh sát, như "đừng bắn những đứa trẻ của chúng tôi." Ban tổ chức cũng cho biết họ đã thu thập được hơn 44.000 chữ ký trong một bản kiến nghị lên án quan điểm mà bà Lâm bày tỏ trong cuộc phỏng vấn.

### Tuần hành ngày 16 tháng 6

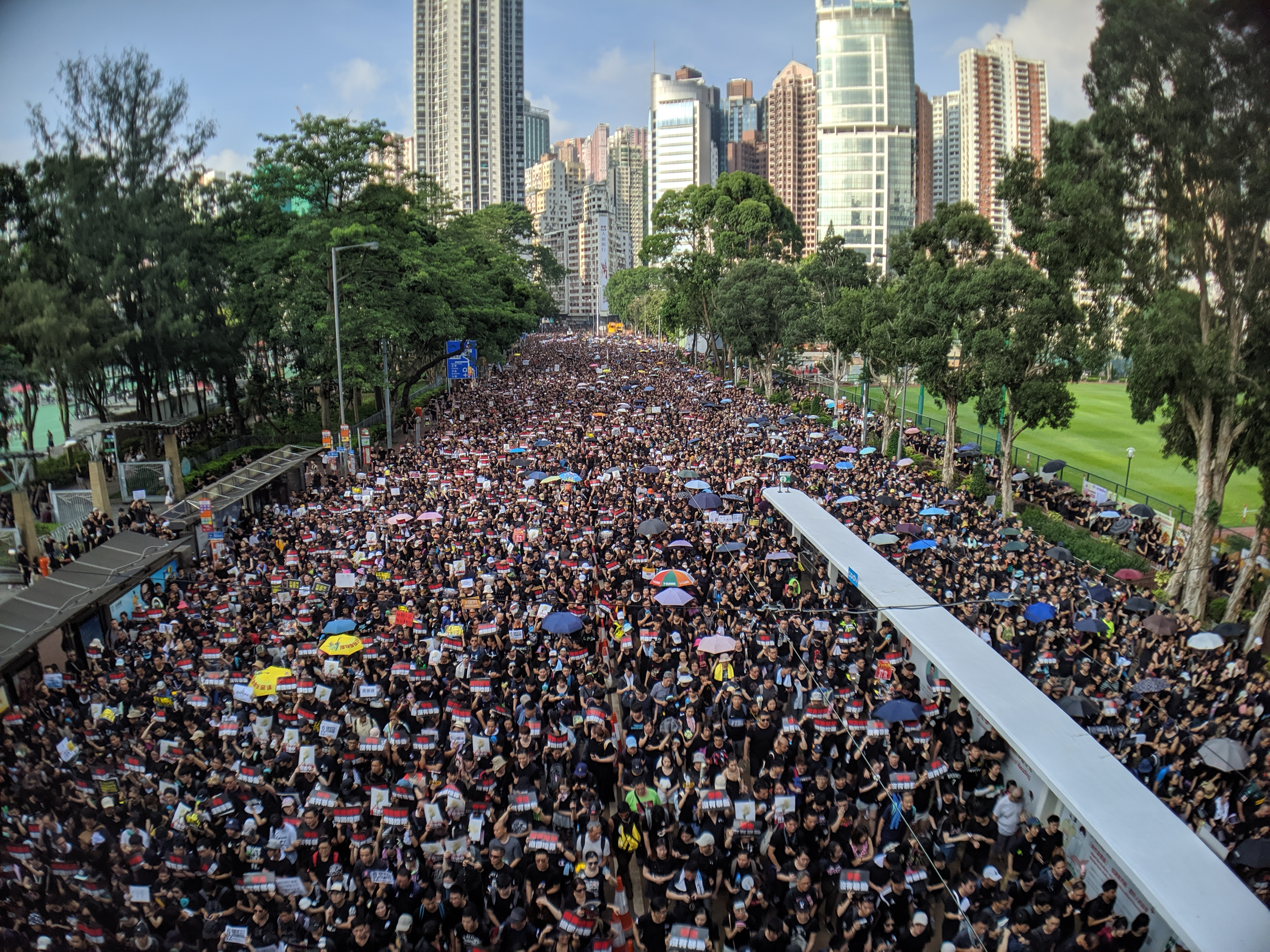
Cuộc biểu tình vào ngày 16 tháng 6 đã thu hút 2 triệu người theo ban tổ chức.

Vào ngày 15 tháng 6, Trưởng đặc khu Lâm Trịnh Nguyệt Nga tuyên bố tạm dừng thông qua dự luật dẫn độ sau khi các cuộc họp của Hội đồng Lập pháp đã bị hoãn bốn ngày làm việc liên tiếp. Trại dân chủ sợ rằng đó chỉ là một cuộc rút lui chiến thuật và yêu cầu rút toàn bộ dự luật và nói rằng họ sẽ tiếp tục với cuộc biểu tình ngày 16 tháng 6 theo kế hoạch. Jimmy Sham, người triệu tập của CHRF, cho biết việc đình chỉ có thể là một cái bẫy. Họ cũng kêu gọi bà Lâm từ chức, lời xin lỗi cho các chiến thuật của cảnh sát "bạo lực không cân xứng" đối với người biểu tình ôn hòa, thả người biểu tình bị bắt và rút lại đặc điểm của cuộc biểu tình vào ngày 12 tháng 6 là "bạo loạn".
Cuộc tuần hành bắt đầu trước thời gian quy định, lúc 2:30 chiều ngày 16 tháng 6, từ Công viên Victoria, Vịnh Đồng La, đến Hội đồng Lập pháp ở Kim Chung - một tuyến đường dài khoảng 3 km. Màu đen là màu được chọn trong cuộc biểu tình, một số người đeo ruy băng trắng trên ngực, một phần là để tưởng niệm một nạn nhân đã tự tử trước đó để phản đối dự luật dẫn độ của chính quyền đặc khu, phần còn lại vì tức giận vì sự tàn bạo của cảnh sát trong cuộc đàn áp ngày 12 tháng 6. Nhiều người biểu tình bắt đầu diễu hành từ North Point (Bắc Giác) khi cảnh sát ra lệnh cho MTR không dừng lại ở Thiên Hậu và Vịnh Đồng La trong cuộc tuần hành. Các ga tàu gần đó đã bị ngập trong hàng trăm ngàn người đổ vào khu vực biểu tình, những người từ phía khu Cửu Long cố gắng tham gia cuộc biểu tình đã phải chờ tới một tiếng đồng hồ để lên bến phà Star phà từ Tiêm Sa Chủy. Quy mô của đám đông buộc cảnh sát phải mở tất cả sáu làn đường Hennessy, quần chúng sau đó cũng tràn ra đường Lockhart và đường Jaffe - cả ba đều là những con đường song song và những con đường lớn ở Loan Tể. Một số người mang theo hoa cẩm chướng trắng, giương cao khẩu hiệu: "Đừng bắn, chúng tôi là người Hồng Kông".

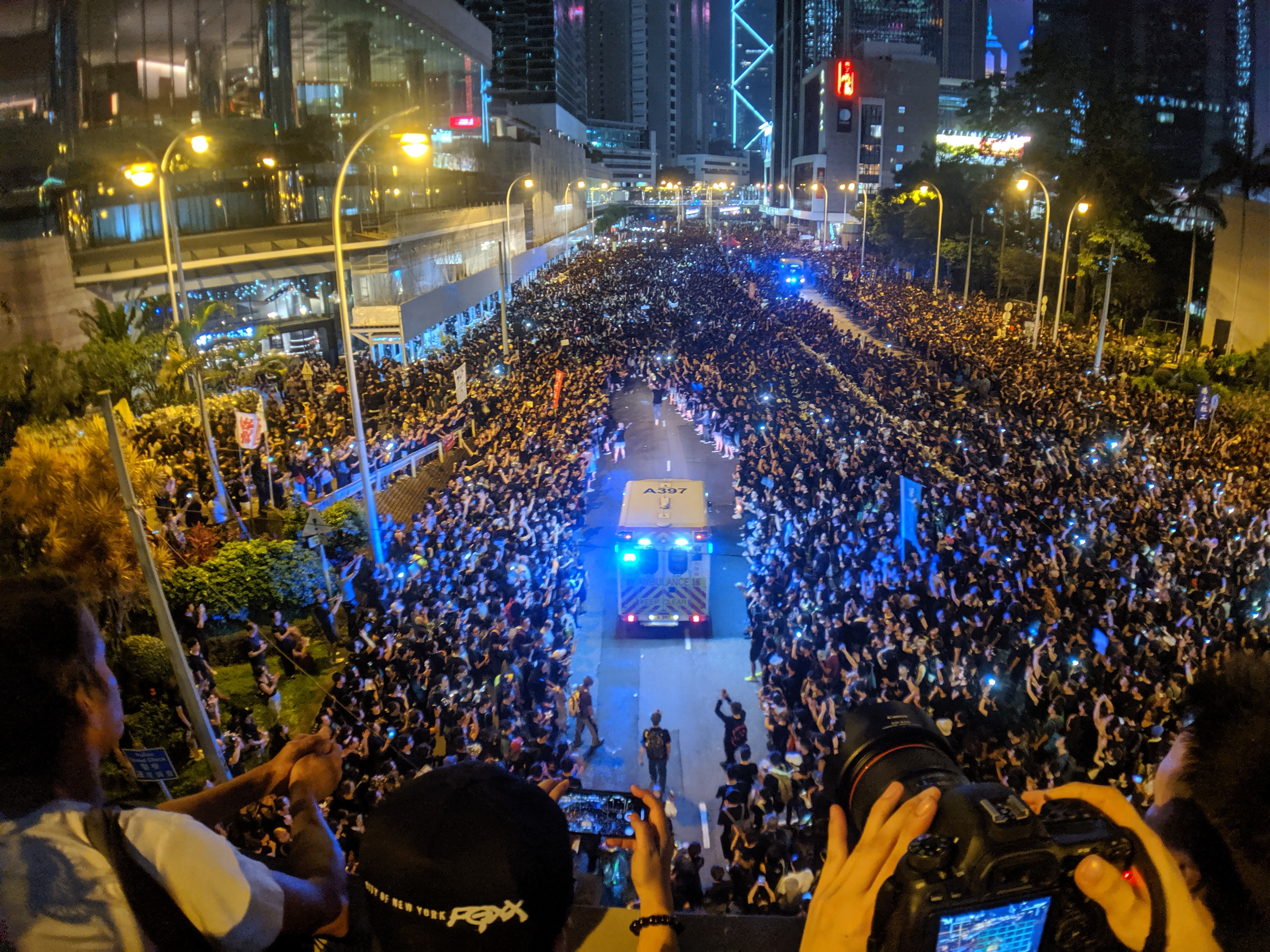
Người biểu tình mở đường cho xe cứu thương ở Queensway vào ban đêm.

Cuộc "rước kiệu" từ Vịnh Đồng La đến Kim Chung kéo dài từ 3 giờ chiều đến 11 giờ tối. Những người diễu hành để lại bó hoa và khẩu hiệu trên địa điểm trước Pacific Place nơi một người đàn ông đã tự sát vào ngày 15 tháng Sáu. Vào ban đêm, những người biểu tình chặn đường Harcourt, khiến giao thông bị tắc nghẽn. Tuy nhiên, người biểu tình đã cho phép các phương tiện bị mắc kẹt - chủ yếu là xe buýt nhượng quyền và phương tiện khẩn cấp đi qua.
Đầu giờ chiều, Stand News, một hãng tin trực tuyến độc lập, đã sử dụng phân tích dữ liệu lớn để dự đoán rằng có 72% khả năng 1,44 triệu người sẽ tham gia cuộc biểu tình. CHRF tuyên bố kết quả cuối cùng là "gần như 2 triệu cộng với 1 công dân", lập kỷ lục về cuộc biểu tình lớn nhất trong lịch sử Hồng Kông. Cảnh sát nói rằng có 339.000 người tuần hành trên tuyến đường ban đầu ở đỉnh điểm.
Vào lúc 8:30 tối, chính phủ đã đưa ra một tuyên bố trong đó bà Lâm Trịnh Nguyệt Nga đã xin lỗi cư dân Hồng Kông và hứa sẽ "chân thành và khiêm tốn chấp nhận mọi chỉ trích, cải thiện và phục vụ công chúng".

### Ngày 18 tháng 6
Ngày 18 tháng 6 năm 2019, tại cuộc họp báo, bà Lâm Trịnh Nguyệt Nga nói rằng bà "chân thành xin lỗi" sau hai tuần biểu tình nổ ra vì dự luật dẫn độ mà chính quyền của bà cố gắng xúc tiến. Đây là lần thứ hai bà xin lỗi, lần trước là thông qua văn bản vào ngày 16 tháng 6. Trong bài phát biểu mở đầu cuộc họp báo, bà cũng không đề cập đến yêu cầu của người biểu tình về việc bà phải từ chức. Bà chỉ nói rằng chứng kiến những cuộc biểu tình vừa qua, bà nhận ra rằng mình "cần lắng nghe nhiều ý kiến khác biệt và mối bận tâm của nhiều người hơn".

### Ngày 21 và 24 tháng 6: Trụ sở chính cảnh sát bị bao vây
Một hiệp hội lỏng lẻo của các nhóm biểu tình ở trường đại học, được chính thức gọi là Hiệp hội các Tổ chức Sinh viên, nhắc lại bốn yêu cầu chính chưa được giải quyết sau khi không nhận được bất kỳ phản hồi chính thức nào từ chính phủ. Các cuộc biểu tình tiếp theo được kêu gọi vào ngày 21 tháng 6. Các văn phòng của chính quyền thành phố trong sáng ngày 21 đã đóng cửa vì các quan ngại về an ninh.
Vào khoảng 11 giờ sáng, những người biểu tình thành lập bên ngoài trụ sở chính phủ và nhanh chóng chặn giao thông trên đường Harcourt. Một số người biểu tình cũng đã tuần hành đến Trụ sở cảnh sát Hồng Kông ở Loan Tễ với tư cách là nhà hoạt động của Demosistō Joshua Hoàng, người vừa mới ra tù vài ngày trước đó sau khi phục vụ bản án cho các hành động của mình trong các cuộc biểu tình năm 2014, kêu gọi đám đông vây quanh khu phức hợp. Hàng chục người biểu tình cũng đã tổ chức một cuộc đối thoại tại Tháp Revenue và Tháp Immigration gần đó. Một đợt phong tỏa khác xảy ra ba ngày sau đó, vào ngày 24 tháng 6. Vào ngày 26 tháng 6, những người biểu tình đã quay trở lại Tháp Revenue để xin lỗi công chức vì sự gián đoạn trước đó.
Đến tối ngày 21 tháng 6, một cuộc bao vây đã hình thành tại Trụ sở Cảnh sát khi hàng nghìn người biểu tình đã tập trung tại phố Arsenal. South China Morning Post báo cáo rằng những người biểu tình đã "chặn lối thoát của trụ sở cảnh sát, ném trứng vào khu nhà, vẽ graffiti trên tường, phủ kín các máy quay truyền hình bằng băng keo, bắn dầu vào các sĩ quan và chiếu tia laser vào mắt cảnh sát". Cảnh sát không có hành động nào để giải tán người biểu tình. Các thành viên và đã thực hiện tổng cộng năm cuộc gọi xe cứu thương vào lúc 9:33 tối. Sau khi xe cứu thương đến, các y sĩ đã đợi hàng chục phút trước cổng trụ sở cảnh sát để cảnh sát mở khóa. Cuộc bao vây kết thúc trong hòa bình lúc 2:40 sáng khi hầu hết những người biểu tình đã rời đi. Các nhân viên và sĩ quan bị mắc kẹt trong tòa nhà đã sơ tán qua lối vào phía sau để lên xe. Cảnh sát đổ lỗi cho người biểu tình vì sự chậm trễ trong việc điều trị, mặc dù Sở Cứu hỏa Hồng Kông tuyên bố rằng những người biểu tình không cản trở bất kỳ nỗ lực cứu hộ nào của các nhân viên y tế.

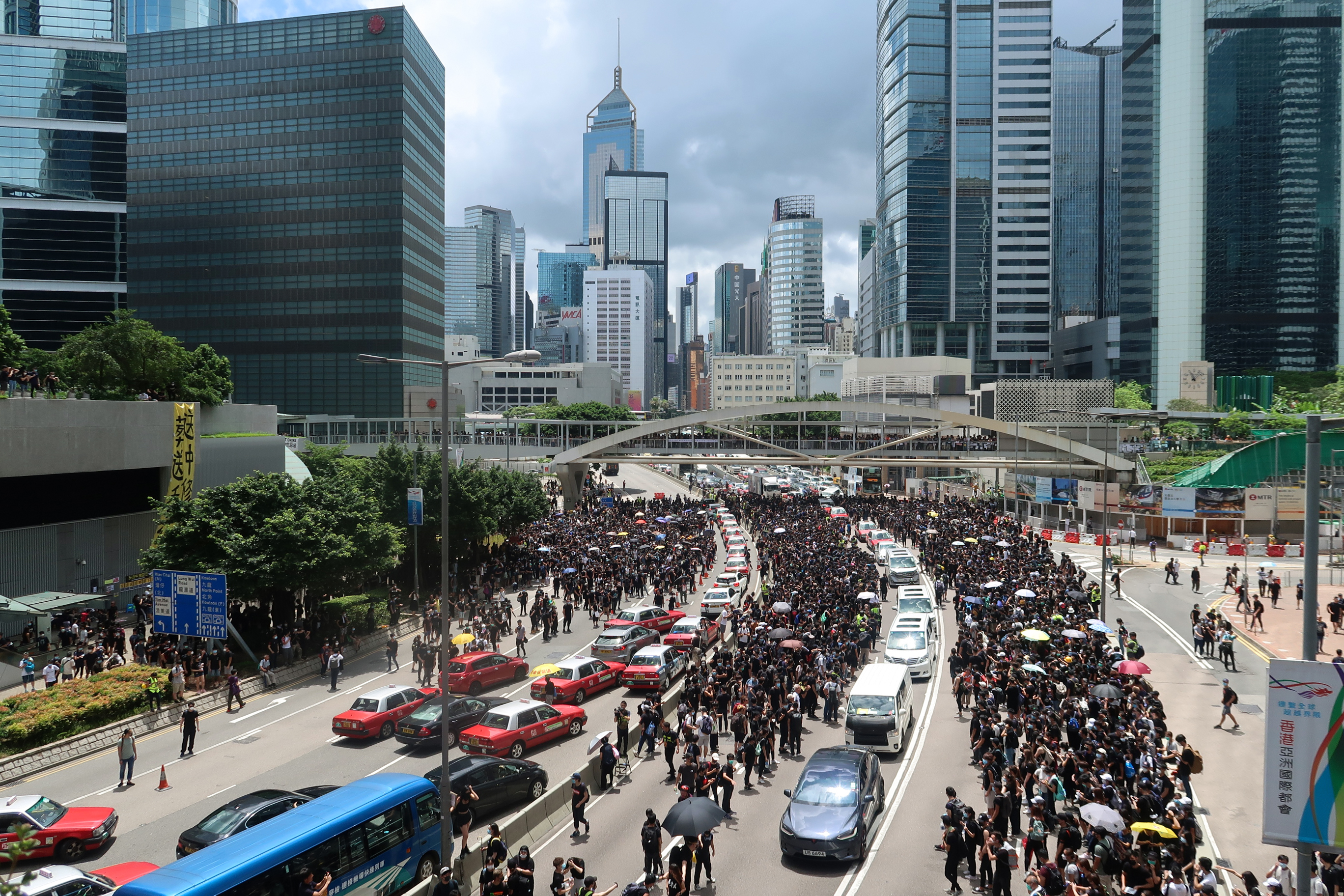
Người biểu tình chiếm đường Harcourt trong khi cho các phương tiện khác đi qua.
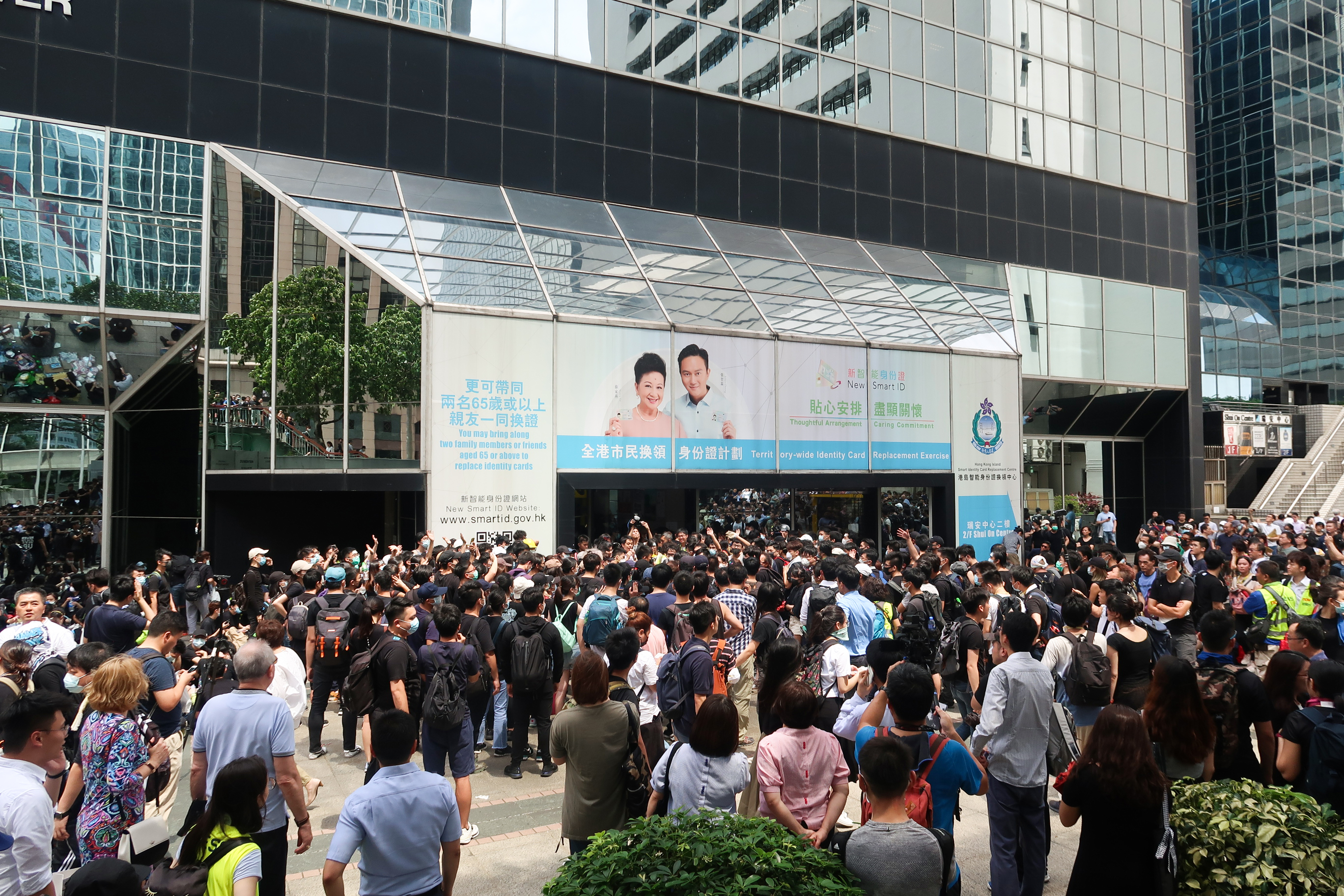
Người biểu tình ở tháp Revenue.
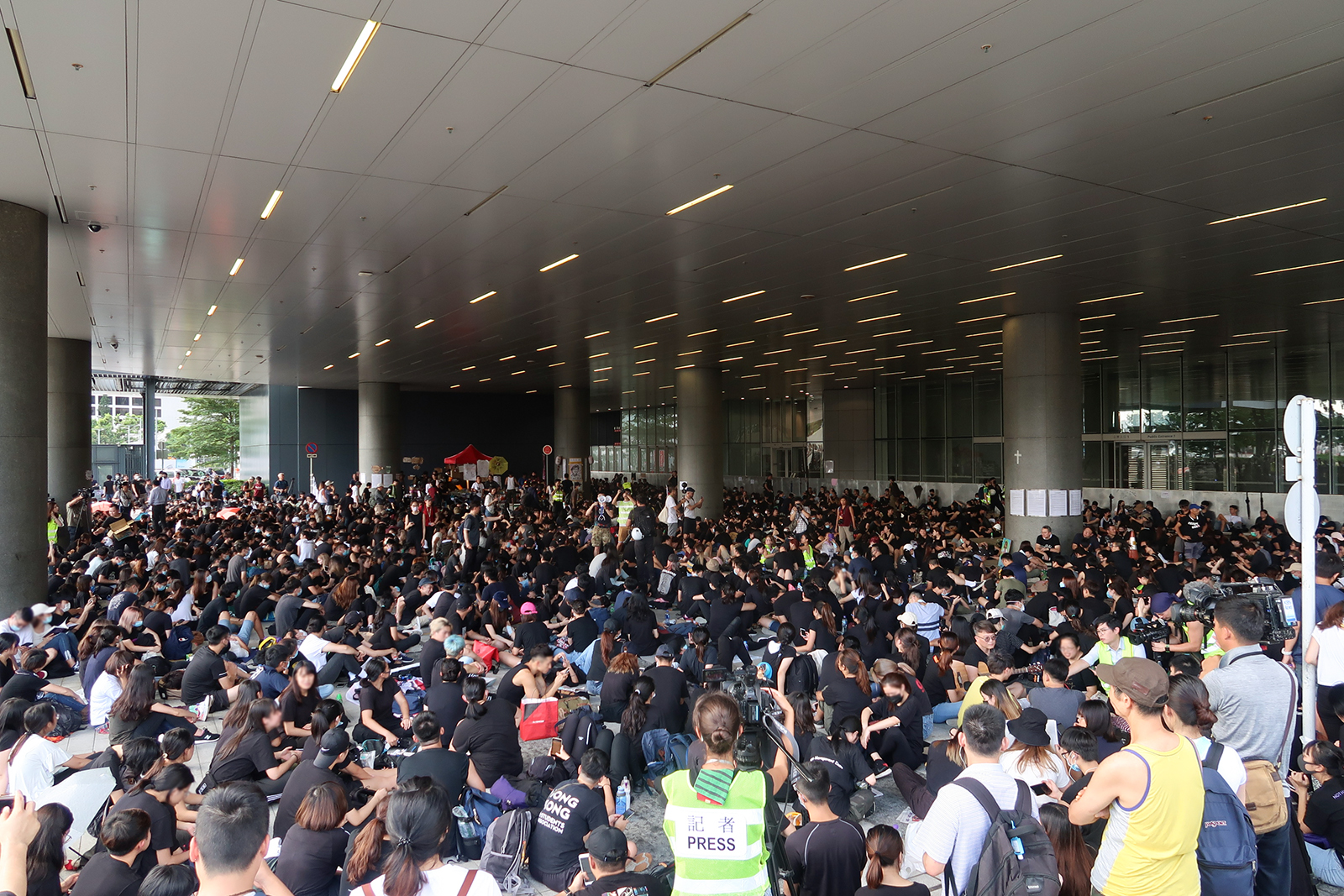
Người biểu tình bao vây Khu phúc hợp Hội đồng Lập pháp.
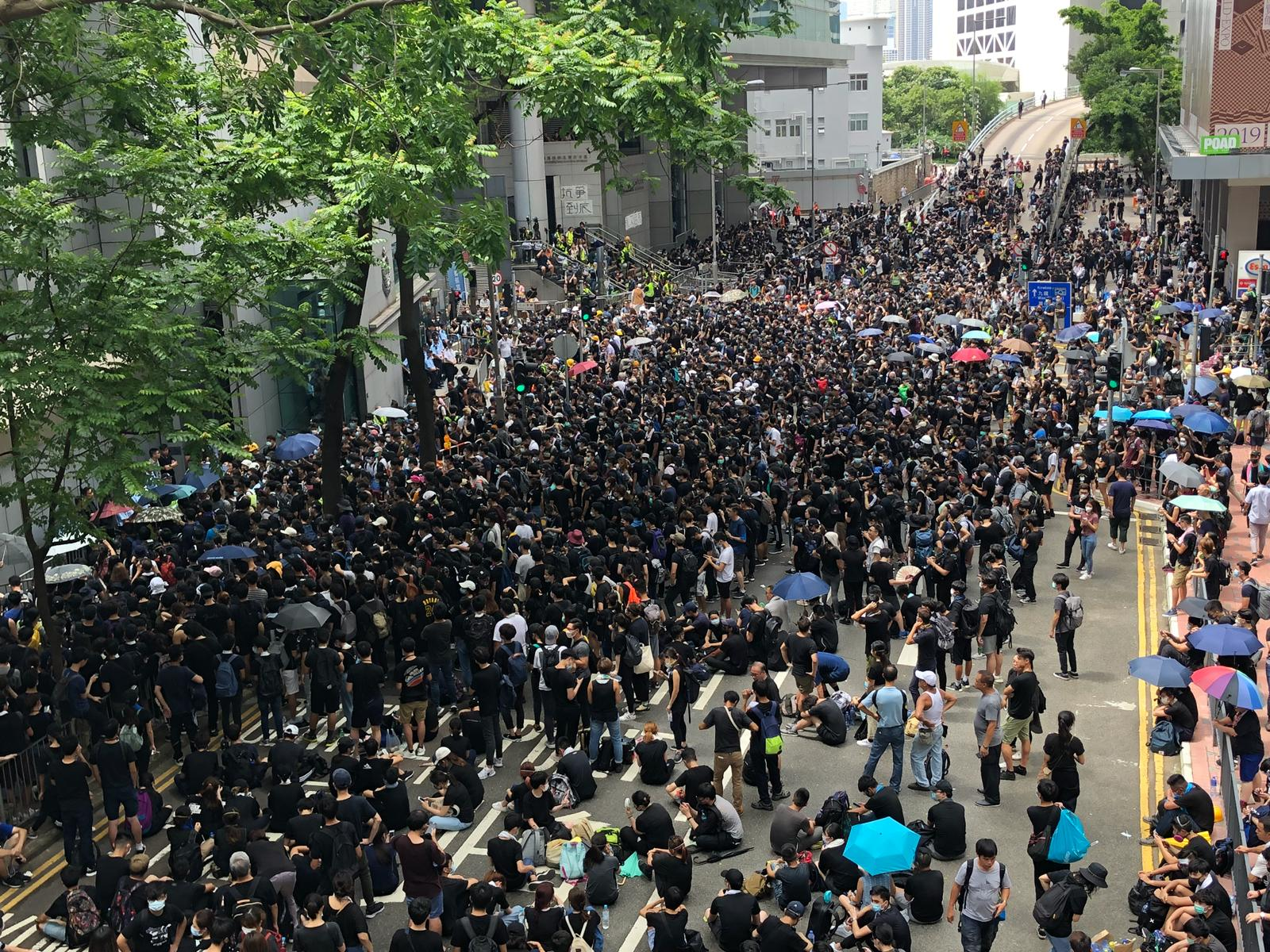
Người biểu tình bên ngoài Trụ sở cảnh sát Hồng Kông tại Loan Tễ.

### Ngày 26 và 28 tháng 6: Biểu tình tại Hội nghị thượng đỉnh G20
Khoảng 1.500 người biểu tình trong ngày đã đến thăm các lãnh sự quán của các quốc gia dự kiến sẽ tham dự hội nghị thượng đỉnh G20 Osaka, đưa ra các kiến nghị để nâng cao nhận thức về phong trào với hy vọng gây áp lực lên Trung Quốc. Trong khi đó, đã có những cuộc biểu tình đoàn kết ở Osaka, Nhật Bản trong Hội nghị thượng đỉnh G20. Trung Quốc cho biết họ sẽ không tha thứ cho bất kỳ cuộc thảo luận nào tại diễn đàn vì "vấn đề Hồng Kông hoàn toàn là vấn đề nội bộ đối với Trung Quốc [trong đó] không có nước ngoài có quyền can thiệp."
Vào buổi tối, hàng nghìn người tham gia một cuộc biểu tình bên ngoài Tòa thị chính, hô to các khẩu hiệu tự do và dân chủ. Các cuộc biểu tình kéo dài đến Trung tâm Tài chính Quốc tế, và tràn vào đường Long Hòa, chặn giao thông về phía tây trong giờ cao điểm buổi tối. Hàng nghìn người biểu tình sau đó tập trung tại Edinburgh Place vào ban đêm, giữ các biển hiệu "Dân chủ ngay bây giờ" và "Hồng Kông tự do". Cùng lúc đó, khoảng 1.000 người biểu tình đã bao vây trụ sở cảnh sát Loan Tễ trong sáu tiếng.
Vào ngày 28 tháng 6, một số cuộc biểu tình của G20 cũng phản đối việc chính phủ Hồng Kông đầu hàng một dải đất ở Central Harbourfront cho Giải phóng quân Nhân dân Trung Quốc vào ngày 29 tháng 6. Trong các cuộc biểu tình vào ngày 27 tháng 6, nghị quyết của Âu Nặc hiên và Đề nghị trì hoãn ngày đầu hàng của Eddie Chu đã bị dừng lại khi nhà lập pháp ủng hộ Bắc Kinh Christopher Trương yêu cầu hoãn lại cuộc tranh luận để chuyển sự chú ý vào việc khôi phục hòa bình ở Hồng Kông. Ông Chu và người biểu tình bước vào bến tàu vào khoảng 11:30 tối. Cầu tàu vào lúc nửa đêm khi quyền tài phán của nó được chuyển giao hợp pháp cho PLA, mặc dù cuộc tranh chấp giữa người biểu tình và cảnh sát vẫn tiếp tục đến 1 giờ sáng.

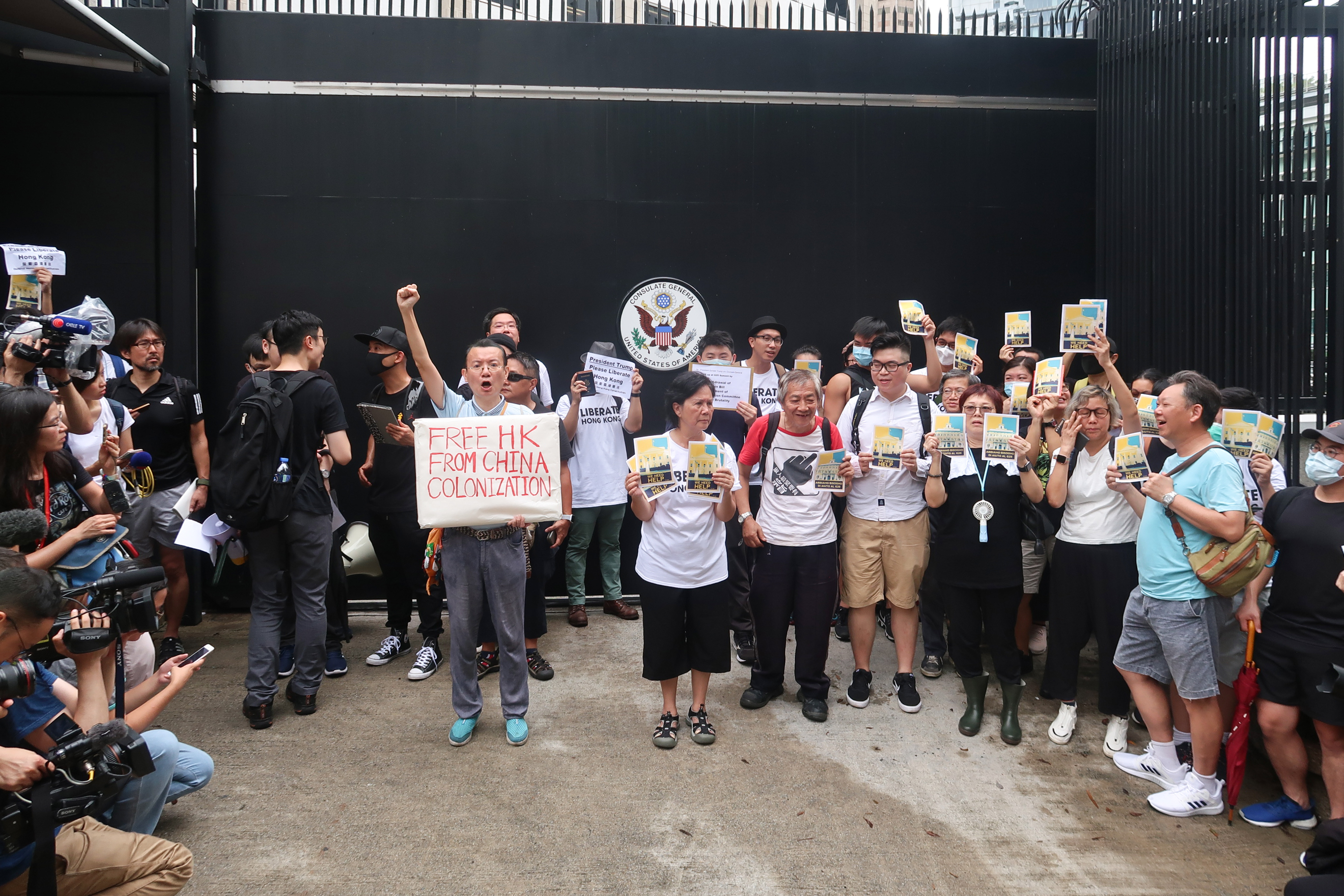
Người biểu tình bên ngoài Tổng lãnh sự quán Hoa Kỳ tại Hồng Kông và Ma Cao.
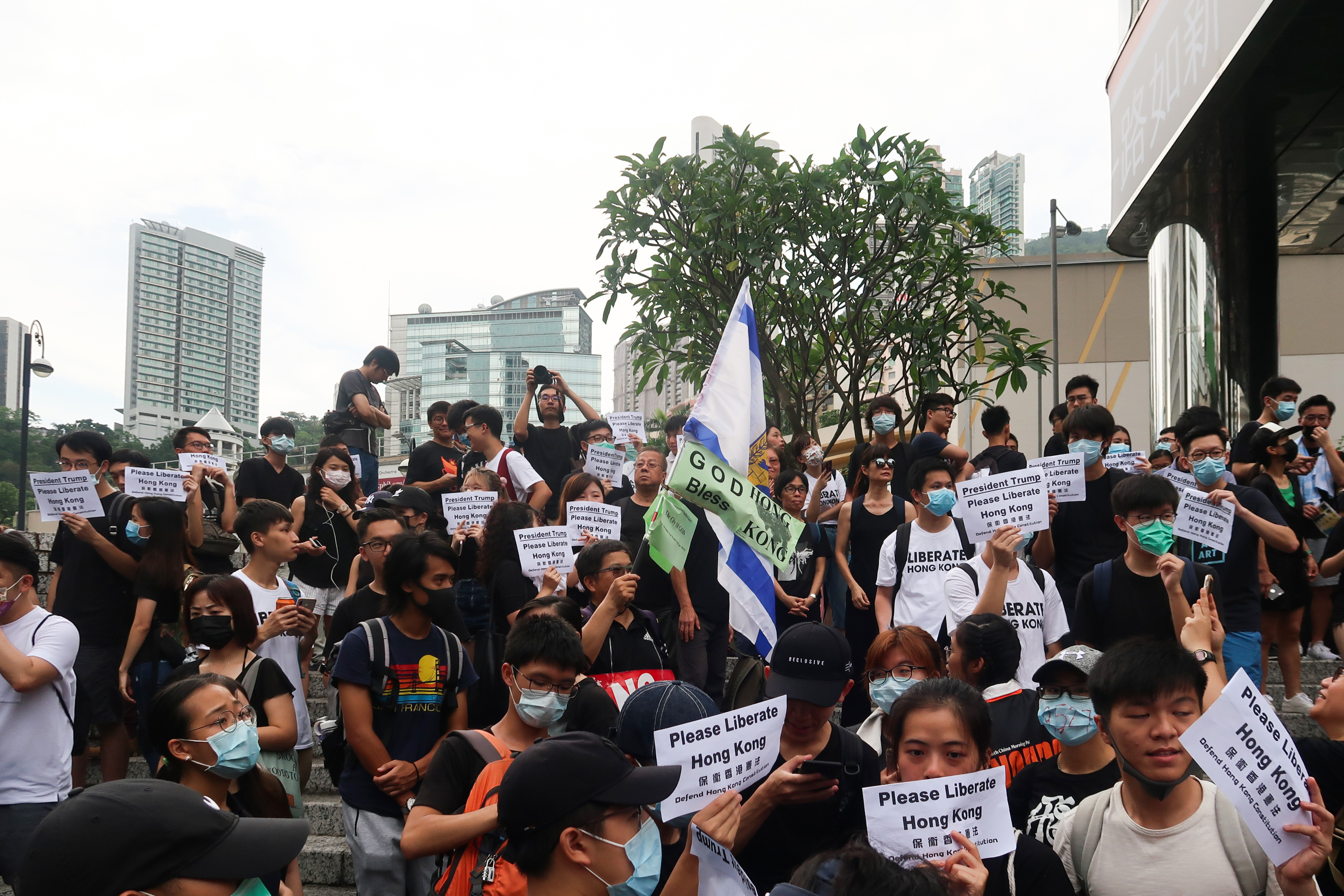
Người biểu tình với những thông điệp "Bảo vệ chủ quyền của Hồng Kông, xin hãy giải phóng Hồng Kông". Một người đàn ông đang cầm cờ Jerusalem ở phía sau.
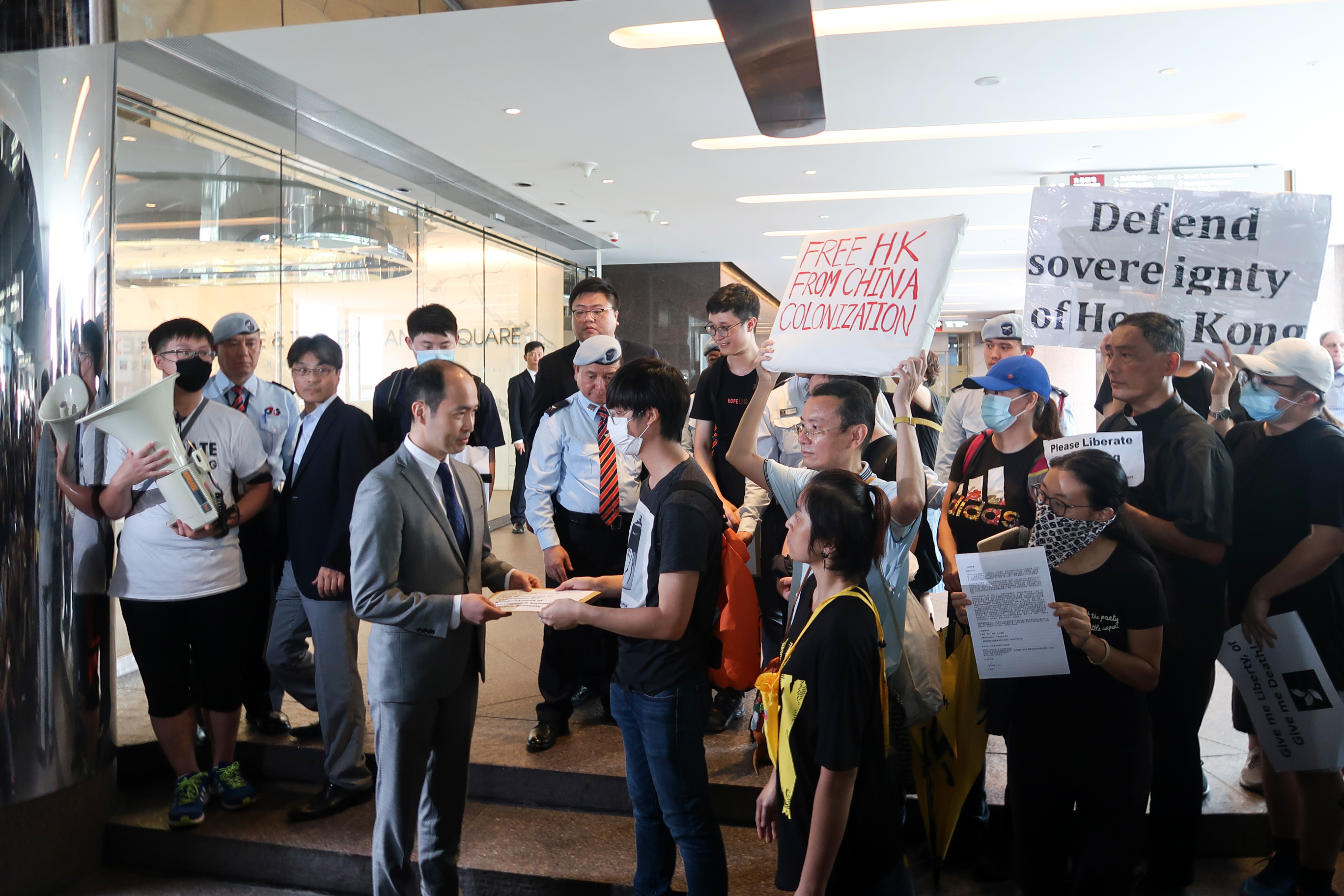
Người biểu tình gửi thư cho Tổng lãnh sự quán Nhật Bản cho người đại diện Hồng Kông (Yoshi Abe)
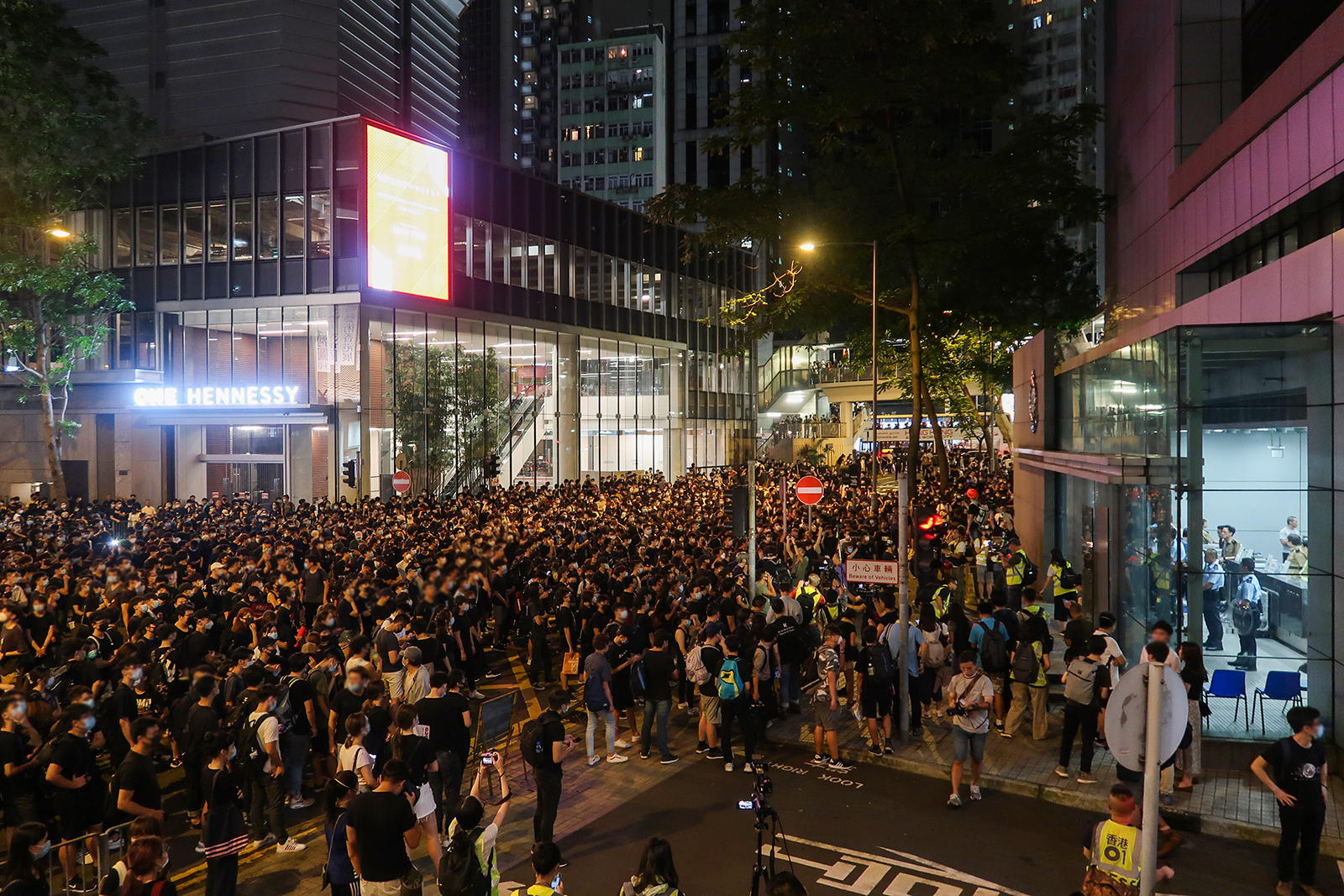
Người biểu tình chặn đường và bao vây trụ sở cảnh sát
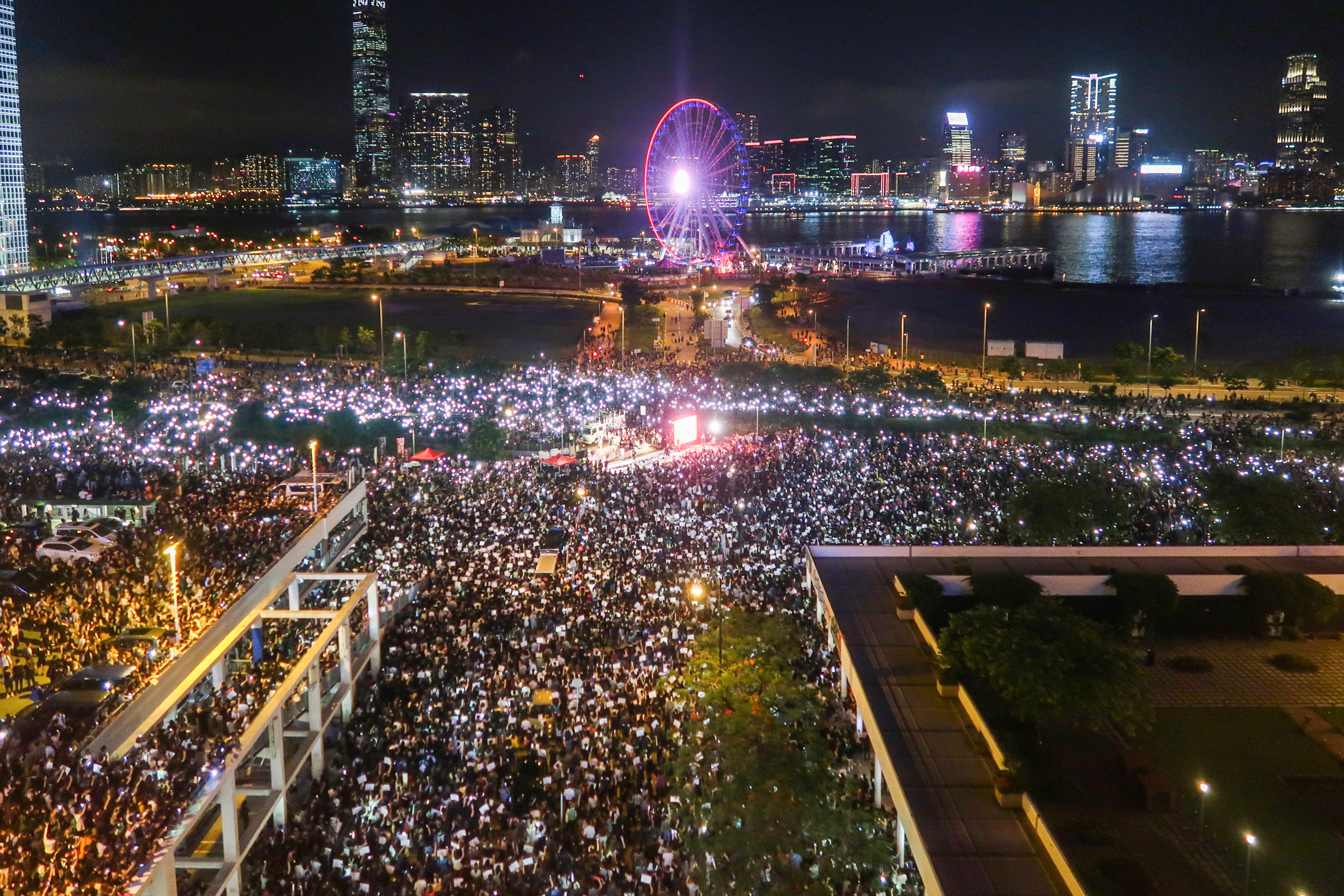
Người biểu tình ở Edinburgh Place kêu gọi các nhà lãnh đạo quốc gia G20 nêu lên quan ngại tại hội nghị thượng đỉnh.